# Fortalesa de Babilònia
Fortalesa de Babilònia (àrab: حصن بابليون, Ḥiṣn Bābilyūn; copte: ⲡⲁⲃⲓⲗⲱⲛ o Ⲃⲁⲃⲩⲗⲱⲛ) és una antiga fortalesa del delta del Nil, situada a la zona coneguda avui com el Caire copte. Està situada a l'antiga zona del nomós d'Heliòpolis, a la riba est del Nil, a 30° de latitud nord, prop de l'inici del Canal dels Faraons, també anomenat Canal de Ptolemeu o Canal de Trajà, que anava des del Nil fins al Mar Roig.
Va ser el límit entre el Baix Egipte i l'Alt Egipte, on les embarcacions pagaven peatges en pujar o baixar el Nil. Diodor de Sicília atribueix l'erecció del primer fort als captius assiris rebels durant el regnat de Sesostris, mentre Ctèsies de Cnidos el data a l'època de Semíramis; en canvi Flavi Josep atribueix la seva estructura a alguns seguidors babilònics de Cambises, l'any 525 aC, la qual cosa sembla el més probable. Posteriorment, els romans van construir una nova fortalesa més a prop del riu, amb una construcció típicament romana de bandes blanques i vermelles.
Dins del recinte de la fortalesa hi ha el Museu Copte, un convent i diverses esglésies, com ara l'església de Sant Jordi i l'església penjant.

## Nom
| T28 | D34 | O49 |

| T28 | D34 | O49 |

Segons els egiptòlegs, el nom antic de la zona moderna de Babilònia al Caire és Kheriaha, encara que Spiegelberg deriva el nom modern de Babilònia de Perhabinon, tot originat per influència de la ciutat de Babilònia que va ser la ciutat dominant de Mesopotàmia.

## Situació
Babilònia es trobava al nord-est de Memfis, a la riba est del Nil, a 30° de latitud N, i prop de l'inici del canal dels faraons que connectava el Nil amb el mar Roig. Era la ciutat límit entre el Baix i el Mitjà Egipte, on les embarcacions fluvials pagaven peatges en pujar o baixar el Nil.
Durant un aixecament, els presoners babilònics van establir una fortalesa entre Memphis i Heliopolis, en una elevació a la riba est del Nil. Més tard, perses i romans van guarnir la fortalesa amb les seves tropes. A causa dels problemes de subministrament d'aigua, l'emperador romà Trajà va traslladar el fort a la seva ubicació actual, que en aquell moment estava més a prop del riu. Des de llavors, el curs del Nil s'ha desplaçat uns 400 metres (440 iardes) cap al nord.

## Època romana
A l'època d'August la Babilònia deltaica esdevingué una ciutat d'una certa importància, i fou la seu de les tres legions que asseguraven l'obediència d'Egipte. A la Notitia Imperii, Babilònia s'esmenta com a quarters de la Legio XIII Gemina. Les ruïnes de la ciutat i la fortalesa són encara visibles una mica al nord de Fostat o el Caire Vell, entre els quals hi ha vestigis del Gran Aqüeducte esmentat per Estrabó i els primers topògrafs àrabs.
La ciutat va ser la seu d'un bisbat cristià, sufragània de Leontòpolis, la capital i seu metropolitana de la província romana d'Augustamnica Secunda. S'hi registren els noms de diversos dels seus bisbes. Després del concile de Calcedònia (451), alguns són dels que van acceptar el concili, però la majoria són dels que el van rebutjar. Ja no és un bisbat residencial, Babilònia està avui catalogada tant per l'Església Ortodoxa Oriental com per l'Església Catòlica com a seu titular.
Durant el període de l'Imperi Romà d'Orient la ciutat es va revoltar contra el govern del seu emperador, Focas.

## Conquesta musulmana i primer domini
Durant la conquesta musulmana d'Egipte, la fortalesa romana va resistir uns set mesos abans de caure finalment el desembre de 640 en mans del general àrab 'Amr ibn al-'As. La història d'aquesta conquesta, i del govern posterior de la llavors encara copta ciutat cristiana pels àrabs, és explicada per Joan Bisbe de Nikiû a la seva Crònica, que ara sobreviu només en manuscrits etíopes.

## Galeria

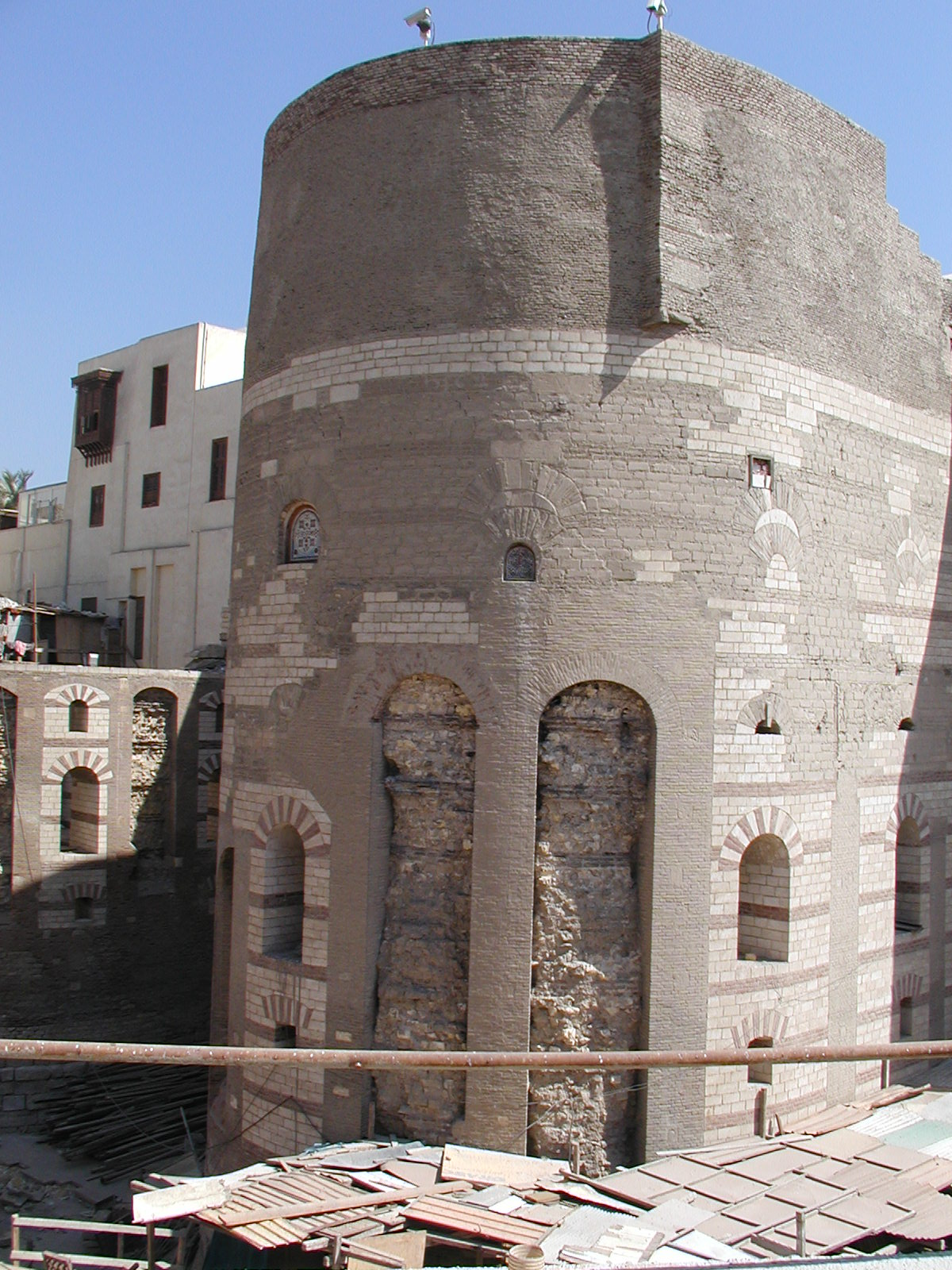
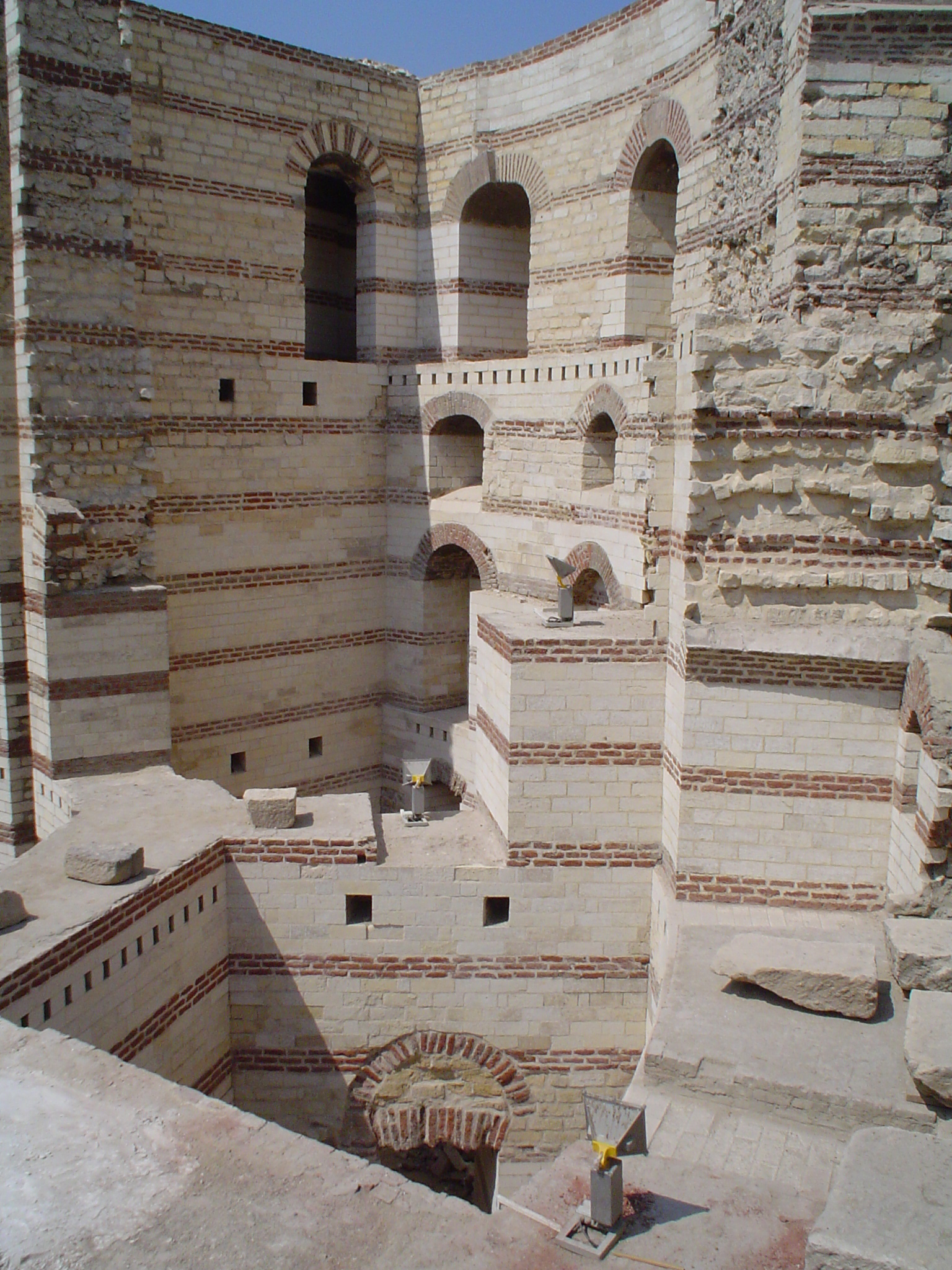
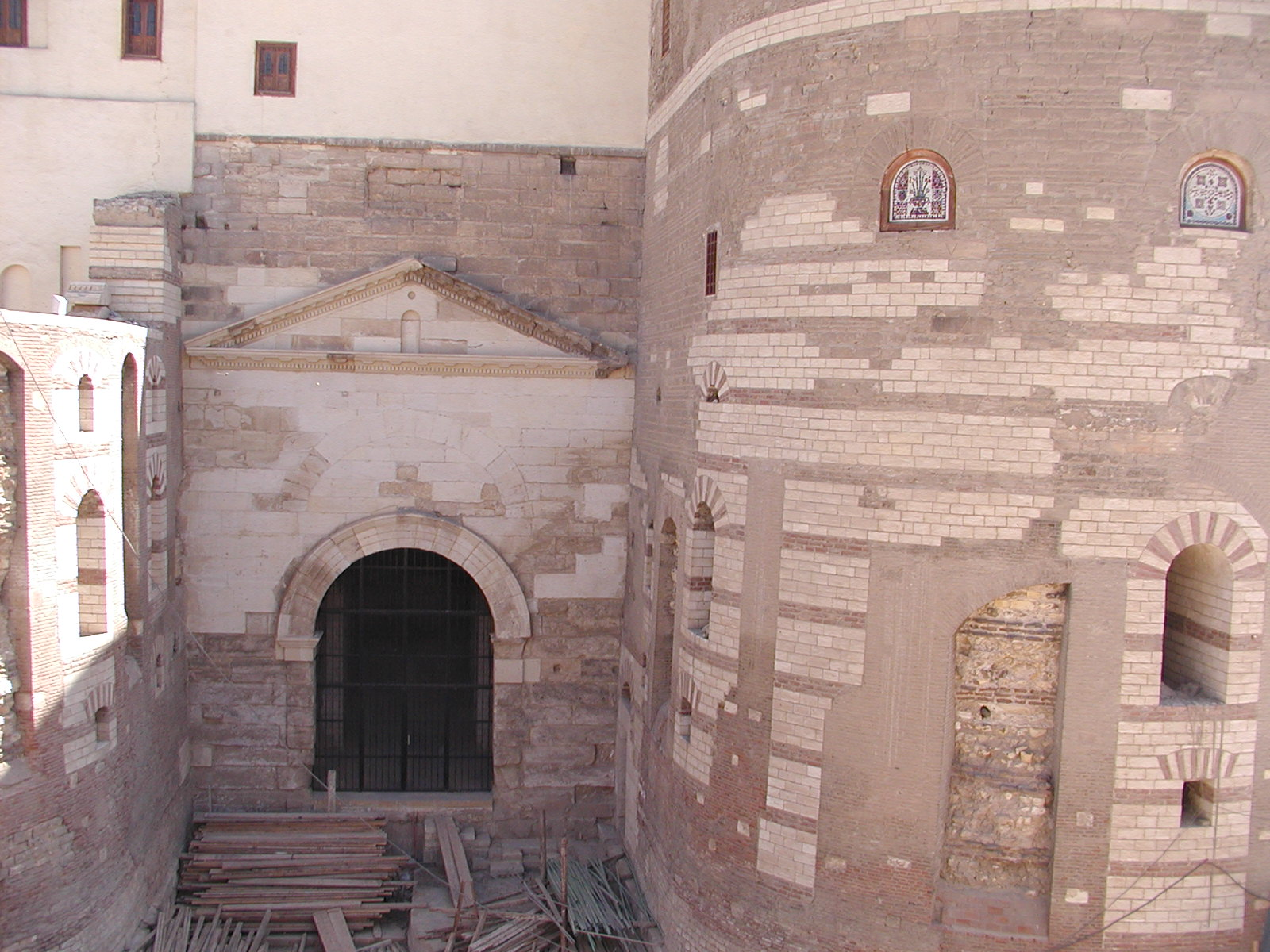
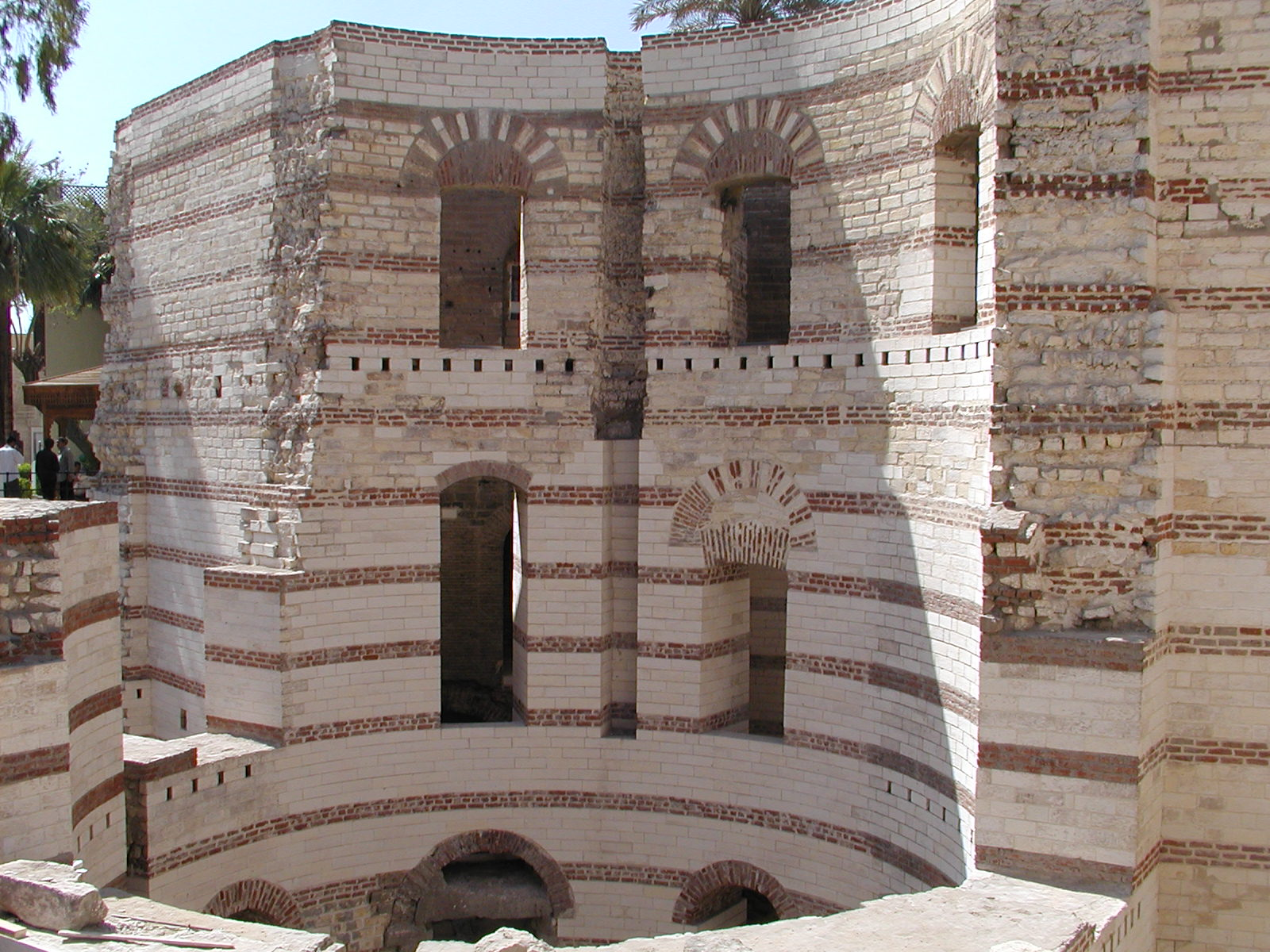